# Les Pilules d'Hercule
Pour plus de détails, voir Fiche technique et Distribution.
Les Pilules d'Hercule (titre original : Le pillole di Ercole) est un film franco-italien réalisé par Luciano Salce et sorti en 1960.

## Fiche technique
- Réalisateur : Luciano Salce
- Date de sortie : 
  - France : mars 1962

## Distribution
- Nino Manfredi : docteur Pasqui
- Sylva Koscina : Silvia, la femme de Pasqui
- Jeanne Valérie : Odette
- Vittorio De Sica : Piero Cuocolo
- Francis Blanche : ?